# Aruama viridis
Aruama viridis är en skalbaggsart som beskrevs av Martins och Dilma Solange Napp 2007. Aruama viridis ingår i släktet Aruama och familjen långhorningar. Inga underarter finns listade.